# 1765
Năm 1765 (số La Mã: MDCCLXV) là một năm thường bắt đầu vào thứ Ba trong lịch Gregory (hoặc một năm thường bắt đầu vào thứ Bảy của lịch Julius chậm hơn 11 ngày).

## Sự kiện
9 tháng 5 Lệnh quý phi được sắc phong làm  Lệnh Hoàng quý phi quản lý lục cung

## Sinh
- 11 tháng 1 - Antoine Alexandre Barbier, nhà thư viện Pháp (mất 1825)
- 01 tháng 2 - Charles Hatchett, nhà hóa học người Anh (mất 1847)
- 7 tháng 3 - Nicéphore Niépce, nhà phát minh người Pháp (mất 1833)
- 27 tháng 3 - Franz Xaver von Baader, nhà triết học và thần học người Đức (mất 1841)
- 01 tháng 4 - Luigi Schiavonetti, người Ý khắc (mất 1810)
- 6 tháng 4 - Duke Charles Felix của Savoy (mất 1831)
- 26 tháng 4 - Emma, Lady Hamilton, tiếng Anh tình nhân của Horatio Nelson (mất 1815)
- 15 tháng 6 - Henry Thomas Colebrooke, người Anh (mất 1831)
- 14 tháng 7-Abigail Adams Smith, con gái đầu của Abigail Adams và John Adams (mất 1813)
- 26 tháng 7 - Jean-Baptiste Drouet, Bá tước d'Erlon, Pháp soái (mất 1844)
- 21 tháng 8 - King William IV của Vương quốc Anh (mất 1837)
- 18 tháng 9 - Đức Giáo hoàng Gregory XVI (mất 1837)
- 08 tháng 10 - Harman Blennerhassett, luật sư người Mỹ gốc Ireland (mất 1831)
- 17 tháng 10 - Henri Jacques Guillaume Clarke, chính trị gia Pháp (mất 1818)
- 24 tháng 10 - James Mackintosh, người Scotland (mất 1832)
- 14 tháng 11 - Robert Fulton, nhà phát minh người Mỹ (mất 1815)
- 17 tháng 11 - Étienne-Jacques-Joseph-Alexandre MacDonald, người Pháp (mất 1840)
- 20 tháng 11 - Sir Thomas Fremantle, chính trị gia người Anh (mất 1819)
- 08 tháng 12 - Eli Whitney, nhà phát minh người Mỹ (mất 1825)
- Ngày chưa biết'
  - Pyotr Bagration, tướng Nga (mất 1812)
  - Mary Bryant,
  - James Smithson, nhà khoáng vật học và nhà hóa học người Anh (mất 1829)